# Murat Uluç
Murat Uluç (* 15. Mai 1981 in Izmir) ist ein türkischer Fußballspieler.

## Karriere
Uluç spielte in den Nachwuchsabteilungen der Vereine İzmir Telekomspor und Altay İzmir und begann seine Karriere im Männerfußball beim Viertligisten Marmarisspor. Hier absolvierte er in der Saison 2000/01 noch als Amateurfußballer 12 Ligaspiele. Nachdem er die Hinrunde der nächsten Saison bei diesem Verein, der sich im Sommer 2001 in Marmaris Belediye GSK umbenannt hatte, verbracht hatte, wechselte er zur Rückrunde zum Ligarivalen Kütahyaspor. Hier blieb er nur eine halbe Spielzeit lang und zog zur neuen Saison zum Istanbuler Verein Güngören Belediyespor weiter. Bei diesem Verein etablierte er sich schnell als Stammspieler und Leistungsträger und befand sich dreieinhalb Jahre im Mannschaftskader. In der Winterpause der Saison 2005/06 wechselte er zum Zweitligisten Istanbul Büyükşehir Belediyespor und erzielte bis zum Saisonende in 16 Ligaspielen zehn Tore. Zur neuen Saison verpflichtete ihn daraufhin der Erstligist Çaykur Rizespor. Nachdem er hier in der Hinrunde der Saison 2006/07 auf nur vier Ligaeinsätze gekommen war, wurde er für die Rückrunde an seinen vorherigen Verein ausgeliehen. Hier beendete er mit seinem Klub die Saison als Vizemeister der TFF 1. Lig und stieg mit ihm in die Süper Lig. Zum Saisonende kehrte er zu Rizespor zurück und wurde anschließend an den Zweitligisten Boluspor ausgeliehen.
Nachdem er für Rizespor bis zum Sommer 2009 gespielt hatte, spielte er der Reihe nach für diverse Vereine der unteren türkischen Profiligen.
Zur Saison 2016/17 kehrte er erneut zu seinem früheren Verein Altay İzmir zurück. Mit diesem Verein erreichte er innerhalb zweier Spielzeiten den Aufstieg von der viertklassigen TFF 3. Lig bis in die zweitklassige TFF 1. Lig. Uluç war in diesen zwei Spielzeiten mit insgesamt mit 32 Ligatoren an diesen Erfolgen beteiligt.

## Erfolge
Mit Istanbul Büyükşehir Belediyespor
- Vizemeister der TFF 1. Lig und Aufstieg in die Süper Lig: 2006/07

Mit Altay İzmir
- Play-off-Sieger der TFF 3. Lig und Aufstieg in die TFF 2. Lig: 2016/17
- Meister der TFF 2. Lig und Aufstieg in die TFF 1. Lig: 2017/18